# Recopa Catarinense 2023
In 2023 werd de vijfde Recopa Catarinense tussen de kampioen van de staatscompetitie en de Copa Santa Catarina gespeeld. De competitie werd georganiseerd door de FCF. Brusque werd de winnaar.  

## Deelnemers
| Club          | Stad    | Gekwalificeerd als                   | Deelnames |
| ------------- | ------- | ------------------------------------ | --------- |
| Brusque       | Brusque | Kampioen Campeonato Catarinense 2022 | 3de       |
| Marcílio Dias | Itajaí  | Kampioen Copa Santa Catarina 2022    | 1ste      |

## Recopa
|                       |               |       |               |                                                                                    |
| 19 januari 2022 19:30 | Brusque       | 1 – 0 | Marcílio Dias | Augusto Bauer, Brusque Toeschouwers: 3179 Scheidsrechter: Bráulio da Silva Machado |
| 19 januari 2022 19:30 | Alex Ruan 81' |       |               | Augusto Bauer, Brusque Toeschouwers: 3179 Scheidsrechter: Bráulio da Silva Machado |

| Brusque | Marcílio Dias |

| Recopa Catarinense de 2023  |
| Brusque                     |
| --------------------------- |
| BRUSQUE Kampioen (2° titel) |